# Мобридж (Південна Дакота)
Мобридж (англ. Mobridge) — місто (англ. city) в США, в окрузі Волворт штату Південна Дакота. Населення — 3261 особа (2020).

## Географія
Мобридж розташований за координатами 45°32′28″ пн. ш. 100°26′8″ зх. д. / 45.54111° пн. ш. 100.43556° зх. д. (45.541077, -100.435568).  За даними Бюро перепису населення США в 2010 році місто мало площу 4,89 км², уся площа — суходіл.

## Демографія
Згідно з переписом 2010 року, у місті мешкало 3465 осіб у 1514 домогосподарствах у складі 898 родин. Густота населення становила 709 осіб/км².  Було 1727 помешкань (353/км²).
Расовий склад населення:
| - 75,7 % — білих - 20,5 % — корінних американців - 0,4 % — азіатів - 0,2 % — чорних або афроамериканців |

До двох чи більше рас належало 3,1 %. Частка іспаномовних становила 0,8 % від усіх жителів.
За віковим діапазоном населення розподілялося таким чином: 23,6 % — особи молодші 18 років, 53,5 % — особи у віці 18—64 років, 22,9 % — особи у віці 65 років та старші. Медіана віку мешканця становила 44,0 року. На 100 осіб жіночої статі у місті припадало 92,8 чоловіків;  на 100 жінок у віці від 18 років та старших — 89,0 чоловіків також старших 18 років.
Середній дохід на одне домашнє господарство  становив 51 927 доларів США (медіана — 41 651), а середній дохід на одну сім'ю — 68 695 доларів (медіана — 61 731). За межею бідності перебувало 12,7 % осіб, у тому числі 8,5 % дітей у віці до 18 років та 14,8 % осіб у віці 65 років та старших.
Цивільне працевлаштоване населення становило 1684 особи. Основні галузі зайнятості: освіта, охорона здоров'я та соціальна допомога — 27,4 %, мистецтво, розваги та відпочинок — 11,0 %, роздрібна торгівля — 10,9 %.